# Mallophora bassleri
Mallophora bassleri är en tvåvingeart som beskrevs av Charles Howard Curran 1941. Mallophora bassleri ingår i släktet Mallophora och familjen rovflugor. Inga underarter finns listade i Catalogue of Life.